# Scopula actuaria
Scopula actuaria är en fjärilsart som beskrevs av Walker 1861. Scopula actuaria ingår i släktet Scopula och familjen mätare. Inga underarter finns listade.